# Amiota perpusilla
Amiota perpusilla este o specie de muște din genul Amiota, familia Drosophilidae. A fost descrisă pentru prima dată de Walker în anul 1849. Conform Catalogue of Life specia Amiota perpusilla nu are subspecii cunoscute.